# Hexatoma (Eriocera) salakensis
Hexatoma (Eriocera) salakensis is een tweevleugelige uit de familie steltmuggen (Limoniidae). De soort komt voor in het Oriëntaals gebied.